# Єкименко Таїсія Андріївна
Таїсія Андріївна Єкименко (нар. 1925, село Івот, тепер Шосткинського району Сумської області — ?) — українська радянська діячка, новатор виробництва, робітниця, бригадир бригади Шосткинського заводу хімічних реактивів Сумської області. Депутат Верховної Ради УРСР 6—7-го скликань.

## Біографія
Під час німецько-радянської війни перебувала в евакуації, з 1942 року працювала у їдальні села Сіверського Свердловської області РРФСР.
З 1944 року — робітниця, бригадир бригади комуністичної праці Шосткинського заводу хімічних реактивів міста Шостки Сумської області. 

## Нагороди
- медаль «За трудову доблесть»